# Уба (мікрорегіон)

Уба на карті штату Мінас-Жерайс

Уба (порт. Microrregião de Ubá) — мікрорегіон в Бразилії, входить в штат Мінас-Жерайс. Складова частина мезорегіону Зона-да-Мата. Населення становить 264 265 чоловік на 2006 рік. Займає площу 3593,648 км². Густота населення — 73,5 чол./км².

## Склад мікрорегіону
До складу мікрорегіону включені наступні муніципалитети:
1. Астолфу-Дутра
2. Дівінезія
3. Доріс-ду-Турву
4. Гуарані
5. Гідовал
6. Гірісема
7. Мерсес
8. Пірауба
9. Ріу-Помба
10. Родейру
11. Сенадор-Фірміну
12. Сілвейранія
13. Сан-Жералду
14. Табулейру
15. Токантінс
16. Уба
17. Вісконді-ду-Ріу-Бранку

| Бразилія | Це незавершена стаття з географії Бразилії. Ви можете допомогти проєкту, виправивши або дописавши її. |